# Hauptschule

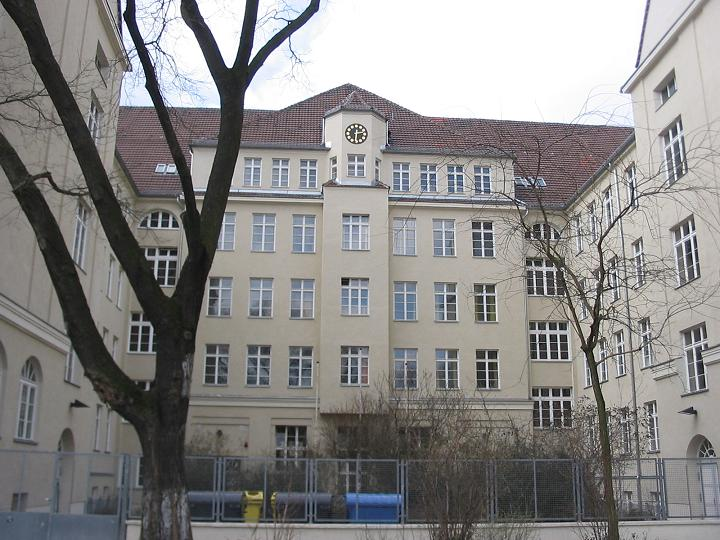
Foto de uma Hauptschule alemã de Berlim.

Hauptschule (Escola Principal, literalmente traduzido ou também Escola Elementar) é um dos quatro tipos de escola secundária da Alemanha.

## Definição
Hauptschule é um dos tipos de escola secundária existente na Alemanha. Dura 4 ou 5 anos, variando de estado (Bundesland) para estado. O aluno ingressa na Hauptschule após concluir o quarto ano da Grundschule (escola primária). A partir daí, o aluno deve seguir um dos tipos de escola secundária: a Hautpschule, a Realschule ou o Gymnasium.
O Hauptschule costuma ser recomendado para aqueles que gostam de coisas práticas, os que preferem o concreto em vez do abstrato. Por ser composta, na maioria dos estados, por apenas 4 anos, a Hauptschule é o caminho mais curto para uma qualificação profissional, chamada Berufschule.
Conclui-se a Hautpschule prestando uma prova chamada Hauptschulabschluss (Conclusão da Escola Elementar) ou Qualifizierter com aproximadamente 14 anos.
Após a conclusão da Hauptschule, o aluno deverá freqüentar uma Berufschule (Escola Técnica), onde ser-lhe-á ensinado uma profissão. Depois disso, o aluno já poderá ir ao mercado de trabalho.

## Críticas
Tanto se critica a Hauptschule quanto a própria divisão das escolas secundárias da Alemanha. O argumento usado é que, por a Hauptschule ser a escola que oferece menor capacitação, afirma-se que os concluintes destas entrem no mercado de trabalho já em desvantagens se comparado aos estudantes de escolas de maior capacitação, como a Realschule e o Gymnasium.
É comum encontrar muitos descendentes de imigrantes nas Escolas Elementares nas periferias das cidades grandes. Outra crítica que é feita a este tipo de escola é que grande parte dos filhos de estrangeiros e imigrantes, por seus baixos conhecimentos de língua alemã, acabam sendo postos na Hauptschule, sendo que muitos teriam capacidade de seguir outro tipo de carreira.